# Parabangalaia flavosignata
Parabangalaia flavosignata – gatunek chrząszcza z rodziny kózkowatych i podrodziny zgrzypikowych. Jedyny przedstawiciel rodzaju Parabangalaia.

## Zasięg występowania
Gatunek ten występuje w Kamerunie.